# L'amore finisce così
L'amore finisce così è il secondo album in studio di Tony Cucchiara, pubblicato in Italia nel 1966.

## Tracce
1. Se vuoi andare vai (Tony Cucchiara)
2. Amico mio (Tony Cucchiara)
3. Il nostro amore (Tony Cucchiara)
4. Saluta la tua donna (Tony Cucchiara)
5. Una ventata di fortuna (Piero Umiliani e Tony Cucchiara)
6. L'amuri (Tony Cucchiara)
7. Gioia mia (Tony Cucchiara)
8. È l'amore (Tony Cucchiara)
9. Tutti vanno via (Tony Cucchiara)
10. Aiutami a dimenticarti (Tony Cucchiara)
11. È difficile (Tony Cucchiara)
12. Quando l'amore muore (Tony Cucchiara)